# Kodjovi Obilalé
Kodjovi Dodji Obilalé (* 8. Oktober 1984) ist ein ehemaliger togoischer Fußballspieler. Er stand zuletzt beim französischen Viertligisten GSI Pontivy unter Vertrag und war Nationalspieler von Togo, er gehörte zum Kader Togos bei den Afrikameisterschaften 2006 und 2010 sowie bei der Weltmeisterschaft 2006.
Als Jugendlicher spielte Obilalé in Frankreich für Chamois Niort und den FC Lorient, schaffte aber nicht den Sprung in die Herrenteams, auch ein Probetraining beim OC Vannes blieb erfolglos. Stattdessen spielte er in der togoischen Liga für Étoile Filante de Lomé. 2006 wurde er wieder vereinslos und spielte, um nicht außer Form zu geraten, beim französischen Sechstligisten CS Quéven, obwohl zu diesem Zeitpunkt bereits als Ersatztorhüter der Nationalmannschaft beim Africa Cup 2006 und der Weltmeisterschaft im selben Jahr gewesen war. Mitte 2008 nahm ihn der semiprofessionelle GSI Pontivy unter Vertrag.
Nachdem Obilalé als einsatzloser dritter Torhüter bereits 2006 an Afrika- und an Weltmeisterschaft teilgenommen hatte, wurde er in den Kader der togoischen Auswahl für die Fußball-Afrikameisterschaft 2010 in Angola berufen. Während der Anreise am 8. Januar 2010 wurde der Team-Bus etwa zehn Kilometer hinter der Grenze Kongo/Angola in der Exklave Cabinda östlich des Lagoa Massabi von Anhängern der FLEC beschossen. Dabei wurden zwei Delegationsmitglieder getötet und zahlreiche weitere Personen verletzt, darunter auch zwei Spieler: Obilalé sowie Serge Akakpo. Nach zwei Monaten Behandlung in Südafrika kehrte er für weitere Rehamaßnahmen nach Lorient zurück. Im Juni 2010 endete Obilalés Vertrag mit Pontivy, der zu diesem Zeitpunkt zum Laufen weiterhin auf Krücken angewiesen war. Obilalé, der durch den Verlust seines Fußballereinkommens in finanzielle Schwierigkeiten geriet, erwägt, gegen den togoischen Fußballverband auf Schadensersatz zu klagen.